# Leptoconops rufiventris
Leptoconops rufiventris är en tvåvingeart som först beskrevs av Jean-Jacques Kieffer 1923.  Leptoconops rufiventris ingår i släktet Leptoconops och familjen svidknott.
Artens utbredningsområde är Algeriet. Inga underarter finns listade i Catalogue of Life.